# Breaking & Exiting
Breaking & Exiting is een Amerikaanse komische film uit 2018 van regisseur Peter Facinelli met Milo Gibson en Jordan Hinson in de hoofdrollen.

## Verhaal
Harry is een dief die wacht tot de bewoners van een huis overdag uitgaan om in te breken, waardevolle spullen te stelen en die vervolgens te verkopen. Op een dag stoot hij op Daisy, die zelfmoord probeert te plegen met medicijnen. Hij helpt haar eerst nog de juiste pillen te kiezen en vertrekt dan met haar spullen, maar maakt dan rechtsomkeer om haar te redden. Vervolgens blijft hij een aantal dagen bij haar. Ze blijft echter bij haar besluit en na een laatste speciale avond samen vertrekt hij weer. Opnieuw keert hij terug en redt haar uit het zwembad deze keer.
De volgende ochtend komen haar ex-verloofde Peter en zijn zwangere vrouw thuis. Het huis blijkt aan hem toe te behoren. Harry neemt Daisy mee naar zijn appartement, waar ingebroken blijkt te zijn.

## Rolverdeling
- Milo Gibson als Harry, de inbreker
- Jordan Hinson als Daisy
- Adam Huber als Chris, Harry's neef
- James Kyson als Peter, Daisy's ex
- Lily Anne Harrison als Cynthia, Peters vrouw

## Uitgave en ontvangst
Breaking & Exiting verscheen op 17 augustus 2018 in de Verenigde Staten en werd op eerder negatieve kritieken onthaald. Bij het publiek van IMDb behaalt hij 5,7 op tien en bij Rotten Tomatoes 70%. Bij die laatste gaven alle zes filmcritici een negatief oordeel, wat een 0% bij de critici oplevert.